# Büyükaküzüm, Kars
Büyükaküzüm là một xã thuộc thành phố Kars, tỉnh Kars, Thổ Nhĩ Kỳ. Dân số thời điểm năm 2010 là 73 người.